# Топонимия Чукотского автономного округа

Генеральная карта Чукотской земли, Алеутских островов и северо-западного берега Америки. Санкт-Петербург, 1826.

Топонимия Чукотского автономного округа — совокупность географических названий, включающая наименования природных и культурных объектов на территории Чукотского автономного округа.
Чукотский национальный округ был образован постановлением ВЦИК от 10 декабря 1930 года «Об организации национальных объединений в районах расселения малых народностей Севера» в составе Дальневосточного края. Название округ получил по названию Чукотского полуострова, которому дал название в 1728 году В.Беринг в ходе Первой Камчатской экспедиции. Название было дано по русскому наименованию коренного населения — чукчи — из самоназвания «чаучу», «чавчу», множественное число «чавчуват» («имеющие оленей»). Это — принятая у русских и якутов форма этнонима тундровой ветви народа, самоназвание народа в целом — «луораветлан» («настоящий человек»).
В 1934 году постановлением ВЦИК Чукотский национальный округ был включён в состав Камчатской области, в 1951 году округ был выделен в непосредственное подчинение Хабаровскому краю. С 3 декабря 1953 года находился в составе Магаданской области.
В 1980 году после принятия закона РСФСР «Об автономных округах РСФСР», в соответствии с Конституцией СССР 1977 года, Чукотский национальный округ стал автономным.
17 июня 1992 года Чукотский автономный округ вышел из состава Магаданской области и получил статус субъекта Российской Федерации. С тех пор название региона не менялось.

## Формирование и состав топонимии
Согласно схеме топонимического районирования В. А. Жучкевича, Чукотка относится к регионам с очагами древнейшей топонимии и узко специализированной топонимии позднейшего времени. Древнейшим топонимическим пластом на Чукотке является эксимосский, кое-где ассимилированный чукотским. По оценке Г. А. Меновщикова, доэскимосских следов топонимики в этом районе не обнаружено, хотя какая-либо доэскимосская или протоэскимосская культура и могла там существовать. Распространение чукотских названий довольно точно ограничено современным Чукотским автономным округом, в пограничных с Якутией и Камчатским краем районах топонимия становится смешанной: встречаются юкагирские, эвенские (ламутские), якутские и корякские топонимы.
Повсеместно хорошо сохранились местные чукотские гидронимы. Типичны чукотские гидронимы Мильгувеем, Ичувеем, Полявеем, Каленьмувеем, Вувьхвумеем, Ергувеем, Нгельхвеем, Чаантольвегыргын (веем — по-чукотски «река»). При этом в жизни чукотского населения реки не играли такой роли, как, например, у жителей Восточной Сибири. Для береговых чукчей большее значение имели морские побережья, поэтому обильны имена мысов и других значимых точек побережья, заливов, бухт и т. д., а у чукчей-оленеводов — название поёмных и низовых угодий, многие из которых впоследствии перешли в ойконимы: Певек, Кивак, Якранай, Реткуча, Нотакатрын и т. д. Многие береговые объекты получили названия на двух языках — эскимосском и чукотском, а часть из них в новое время обрела и третье название — русское, например:
| Эскимосское название          | Чукотское название            | Русская адаптация |
| ----------------------------- | ----------------------------- | ----------------- |
| Остров Сиӄлъук («мясная яма») | Етгыран («жилище на полпути») | Итыгран           |
| Местность Пихтук («пурга»)    | Пу’утэн                       | Поутэп            |
| Селение Нуӄаӄ («недостающее») | Ԓьурэн («найденное жильё»)    | Лорино            |
| Селение Такывак («длинное»)   | Энмыԓьын («скалистый»)        | Энмелен и т. д.   |

В отличие от Камчатки, на Чукотке местные названия являются основными и не претерпели ещё значительной трансформации. Русские названия сосредоточены в низовьях Анадыря: Марково, Сафоново и т. д. Большая часть русских названий поселений была дана по именам их основателей.
Лексико-семантические типы чукотских топонимов можно с известной долей условности разделить на две большие группы: первая — тем или иным образом связана с физико-географической средой Чукотки, вторая — с жизнью и деятельностью местного населения. Однако обе группы объединяет общее назначение — ориентация в пространстве.
По состоянию на 22 июля 2024 года, в Государственный каталог географических названий внесено 26132 записи о географических объектах Чукотского автономного округа, в том числе о 52 населённых пунктах. Ниже приводятся списки наиболее значимых природных объектов и крупнейших населённых пунктов Чукотки с характеристиками их этимологии.

### Гидронимы

#### Пелагонимы
- Берингово море — на картах XVIII века море называлось Камчатским, или Бобровым морем[11]. При этом под «бобром» подразумевалась обитающая здесь морская выдра (калан).В дальнейшем море было переименовано в честь мореплавателя Витуса Беринга, под руководством которого оно исследовалось в 1725—1743 годах[12].
- Восточно-Сибирское море — название присвоено по предложению Ю. М. Шокальского Русским географическим обществом, утверждено постановлением ЦИК СССР 27 июня 1935 года. До начала XX века море не имело определённого названия и именовалось Колымское или Индигирское по впадающим в него рекам, а также, в совокупности с другими смежными морями, Ледовитое, Северное, Сибирское[13].
- Чукотское море — в 1928 году в ходе гидрографических наблюдений норвежский полярный исследователь Х. Свердруп обнаружил, что море, лежащее между мысом Барроу и островом Врангеля по своим природным условиям сильно отличается от моря между Новосибирскими островами и островом Врангеля и поэтому должно быть выделено из состава Восточно-Сибирского моря. Вновь выделенное море было решено назвать Чукотским по народу, населяющему Чукотский полуостров. Официально название утверждено ЦИК СССР в 1935 году[1].

#### Потамонимы
- Анадырь — название восходит к юкагир. эну-эн → ану-ан → ану-он — «река». Чукотское название — Йъаайваам, где йъаай — «чайка», ваам — «река». Возможно, этот чукотский гидроним — адаптация кер. Йъаайвэйэм[14].
- Майн — название в переводе с чук. Мэйнывээм — «большая река»[15].
- Юрумкувеем, в низовье Бе́лая. Русское название река получила за белёсый цвет воды, обусловленной большой мутностью воды за счет дренирования горных территорий, и значительный контраст с преимущественно тундровой, чёрной водой реки Анадырь[16]. Чукотское название реки Кувлючьывээм произошло от чук. Кувлючьытынуп — круглый холм, что скорее всего отсылает к многочисленным в нижнем течении булгунняхам и подходящим к берегам реки останцам. Чукотский топоним распространяется на нижнее течение реки (собственно Белую), нижнее течение Юрумкувеема и его крупнейший приток — Большую Осиновую.
- Танюрер — название произошло от чук. Танӈурэр, Танӈыврэр — «появление иноземцев»[17], где танӈ — иноплеменник, враг, пришелец[18] и уврэр-[18], урэр[17] — встречаться, появляться, показываться.
- Омолон — от юкагирского омолон, где «омол» — «хороший есть» + -он (-эн,-ун) — «река»[19].
- Великая (Большая, Онемен) — своё название получила от первых русских жителей села Марково как одна из крупнейших рек на Чукотке. На языке коренных жителей: чук. Мэйнывээм — «большая река», керек. — Йуйапкин (значение не установлено)[20].
- Амгуэма — ранее происхождение названия предполагалось от чук. Оʼмваам — «широкая река» (от чук. уʼм-/оʼм- «широкий» + -вээм/-ваам «река» [21]. Сейчас за исходную форму принимается чук. омваан — «широкое место», то есть по долине, по которой она протекает[22]. На картах XVIII — начала XIX веков название приводилось как Омгаян, Амкеян, Амуян, позже Амгуема. На карте Н. Дауркина отмечена как Амгуян, современное название закреплено И. Биллингсом[23].
- Большой Анюй — название происходит от чук. Вылгилвээм — «берёзовая река»[24].
- Малый Анюй — название в переводе с чук. Уттывээм — «лесная река»[25].

#### Лимнонимы
- Красное — озеро названо по окраске эффузивных пород, слагающих его берега. Первоначально называлась Красняно —  «богатое, обильное» на наречии пришедшего сюда русского населения. Со времени образования Анадырского острога на берегу этого озера устраивались регулярные ярмарки. Берёза и тополь, произраставшие в те времена вокруг озера, использовались для изготовления нарт[26].
- Майниц — название произошло от чук. Майныгытгын — «большое озеро»[27].
- Пекульнейское озеро — названо по горе Пэкульней, в переводе с чукот. — «нож-гора»[28].
- Эльгыгытгын — название переводится с чукотского как «белое озеро»[29].

### Ойконимы
- Анадырь — предположительно, топоним Онандырь (Onandyr) восходит к юкагир. эну-эн → ану-ан → ану-он — «река»; чукотское название реки Анадырь — Йъаайваам — толкуется как «чаячья». Возможно, Йъаʼайваам — это чукотская адаптация керекского топонима Йъаайвэйэм. Местное чукотское население называет город Въэӈын «зев», «вход», или Кагыргын «вход», «отверстие», «устье», что отражает его расположение при узкой горловине, открывающей вход в верхнюю часть Анадырского лимана[30][31].
- Билибино — в 1956 году решением исполкома Восточно-Тундровского района местечко Каральваам было переименовано в Билибино, в честь первооткрывателя «Золотой Колымы» — геолога Юрия Александровича Билибина[32].
- Певек — существует несколько версий происхождения названия города. По одной из них, название происходит от чукотского пээкиней, что означает «толстая, вздутая гора» — так называется сопка, у подножия которой расположен город[33]. Согласно другой, своё название город получил от чукотского слова «пагыт-кэнай», «пахучая гора». Существует легенда о том, что после сражение между чукчами и юкагирами, произошедшего у подножия горы, находящейся близ современного города,  в этих местах долго сохранялся запах тел погибших (хоронить мёртвых у аборигенов было не принято). Поэтому территория долго не заселялась, а использовалась только летом для выпаса оленьих стад[34].
- Беринговский — чукотское название Гачгатагын переводится буквально как «предел скопления птиц» (чук. гачга от гатԓе — «птица» + тэгын/-гагын — «предел»)[35].Современное название Беринговский, по одной из версий, получил по месту расположения на побережье[36]. В Большой советской энциклопедии указано, что посёлок назван в честь В. Беринга[37].
- Мыс Шмидта — название связано с исследователем Арктики О. Ю. Шмидтом[38].
- Провидения — посёлок был назван по бухте, в свою очередь названной так английским капитаном Томасом Муром в 1848 году[39].
- Угольные Копи — посёлок городского типа с 1968 года, название от ведущей отрасли экономики.
- Эгвекинот — есть два варианта происхождения названия посёлка: от чукот. Эрвыӄыннот — «острая твёрдая земля», или от Эквыӄыннот — «высокая твёрдая земля» (от чук. ирв-/эрв- «острый», -ӄын — от -ӄыт «твёрдый», нут-/нот- «земля»)[40][41].

### Оронимы
- Алучинский массив — от названия горы и реки Алучин. Возможно, происходит от чукот. Элючин — «игрушка»[42].
- Анкакэныгтон — название в переводе с чукот. — «морской изгиб»[43].
- Анюйский хребет — от юкагирской основы эну-эн, ану-ан, ану-ъын — «река»[24].
- Ветвейский хребет — от гидронима реки Ветвей[44].
- Илирнейский кряж — от чукотского Илирнэй — «остров-гора», название пошло от озера Илирней со скалистыми островами, похожими на горки[45].
- Коокуней — возможно, от гидронима реки Коокуль, на чукотском Кувкуул — «узкая речка»[46].
- Пахачинский хребет — вероятно, от гидронима Пахача, от корякского Пъаӄычан — «место сушёных шкур головы (темени) животных»[33].
- Пэкульней — в переводе с чукот. — «нож-гора»[28].
- Рарыткин — в переводе с чукот. Ръарыткын — от рьары — «передний» и суффикс ткын, что указывает на большую протяжённость хребта[47]. По другой версии переводится как «крайний»[48].
- Раучуанский хребет — от гидронима реки Раучуа, от чук. Равчыван — «место после победы над стойбищем». Возникновение топонима связано с вооружёнными столкновениями чукчами-оленеводами с эвенскими или юкагирскими племенами в XIX в.[49]. По другой версии, название трактуется на русский язык как «узкое место, как бы просверленное коловоротом»[50].
- Уквушвуйнен — чукотское название — Выквычгыйӈын — «каменище», от выквы-н — «камень» + суффикс, имеющий увеличительно-пренебрежительное значение -чгыйӈын[51].
- Эмнункэнингтун — название в переводе с чук. — «материковый изгиб» [52].
- Гора Дионисия — названа казаками в XVIII веке в честь Святого Дионисия[53].
- Кэйныней — название в переводе с чук. Кэйнынэй — «медвежья гора» [54].
- Наглёйнгын — название в переводе с чукотского языка Ныглёйӈын — «зимняя кухлянка» от ныглён — «тёплая кухлянка из зимней шкуры оленя» и -йӈын — увеличительно-пренебрежительного суффикса. По форме гора напоминает человека в громоздкой меховой одежде [55].
- Умкыней — в переводе с чукот. — «кустарниковая гора» [56].

### Инсулонимы
- Айон — по мнению В. В. Леонтьева и К. А. Новиковой, встречающееся в литературе объяснение из чукот. ае, айо- «головной мозг» (сходство по внешнему виду) сомнительно. Правдоподобнее из чукотского эйу-, эйо- — «оживать» — остров служит местом отдыха и нагула («оживления») оленей[57].
- Айопэчан — название в переводе с чукот. Айопэтчан — "похожий на Айон[57].-
- Острова Роутан — чукотский топоним Ровтын буквально означает «место вылазки зверей», от чук. ровт- «вылезать на сушу»[58].
- Остров Врангеля — чукотский топоним Умӄиԓир (буквально: «остров белых медведей») происходит от умӄы «белый медведь» и иԓир «остров»[59][60]. В 1924—25 гг. предлагалось назвать остров «Красный Октябрь» и «остров Давыдова»; постановлением ВЦИК от 11.01.1926 за островом оставлено название, данное в честь русского мореплавателя Ф. П. Врангеля[61].
- Острова Диомида — открыты в 1648 году русскими землепроходцами во главе с С. И. Дежнёвым. Вторично открыты экспедицией Витуса Беринга 16 августа 1728 года, в день, когда православная церковь отмечает память мученика Диомида, поэтому были названы островами Святого Диомида. Нанесены на карту в 1732 году геодезистом М. С. Гвоздевым (?—1759), после чего некоторое время по предложению академика Г. Ф. Миллера назывались островами Гвоздева, но в XIX веке закрепилось название острова Святого Диомида, в советское время — острова Диомида[62].